# Porta Vittoria (Milano)
Porta Vittoria (già porta Tosa fino al 1860) è una delle quattro porte succursali di Milano, ricavata lungo i bastioni spagnoli, oggi demoliti in gran parte, come succursale della porta Venezia. Posta a est della città, si apriva lungo la strada per Limito.
Demolito alla fine dell'Ottocento, dell'arco neoclassico sopravvivono oggi solo i caselli daziari, posti ai lati dell'attuale piazza Cinque Giornate, allo sbocco di corso di Porta Vittoria.

## Storia

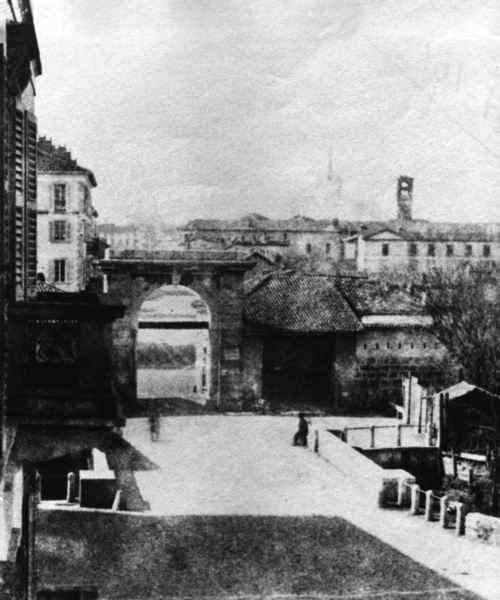
Una vista su porta Tosa, poi porta Vittoria

Costruita a partire dal Seicento in quello che era il sestiere di Porta Orientale, porta Tosa venne aperta all'interno delle mura spagnole di Milano. Prendeva il nome dalla più antica Porta Tosa medievale, che si trovava lungo le mura medievali di Milano.
Il 22 marzo 1848, durante la ribellione delle Cinque Giornate, fu la prima, tramite l'uso di barricate mobili, a essere espugnata dagli insorti, fra i quali si distinse il patriota Manara.
Dopo l'Unità d'Italia (1861), per ricordare la vittoria, porta Tosa venne ribattezzata in porta Vittoria e, nel 1881, venne indetto un concorso per il progetto di un monumento celebrativo, da edificare in luogo della porta. Risultò vincitore Giuseppe Grandi, che progettò un obelisco a simboleggiare lo sforzo unitario del popolo per la libertà. Il monumento fu inaugurato il 18 marzo 1895. Le vie circostanti sono state dedicate, negli anni, ai più importanti patrioti milanesi.
L'arco dell'antica porta venne abbattuto, preservando i due caselli daziari: oggi l'obelisco si può ammirare circondato da una piazza, intitolata alle Cinque Giornate.

## Galleria d'immagini

Piazza Cinque Giornate e porta Tosa
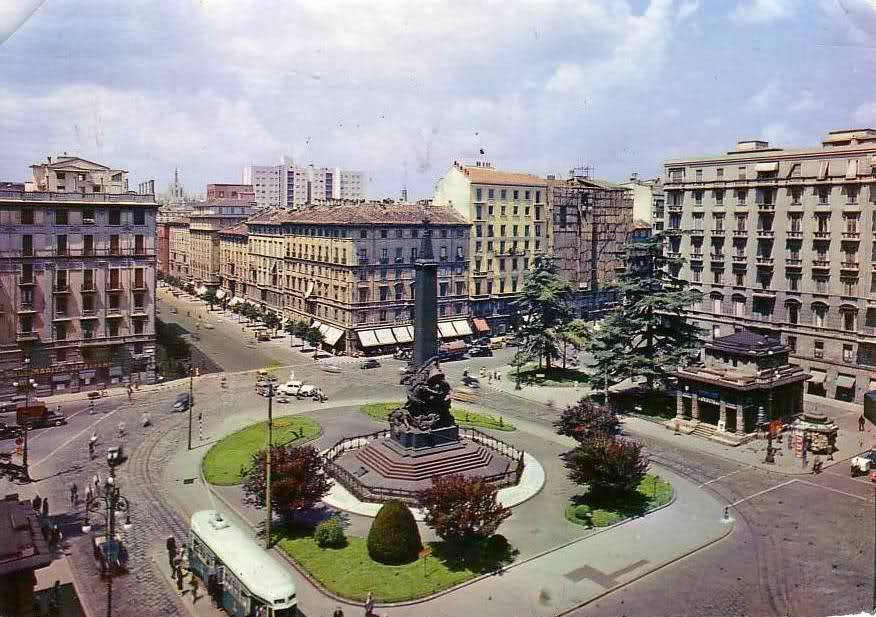
Piazza Cinque Giornate, in cui sorgeva porta Vittoria
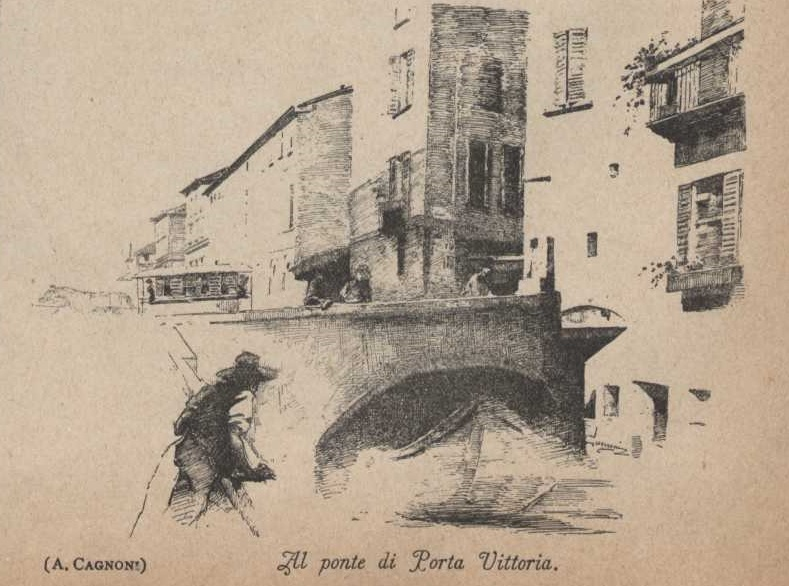
Il ponte di Porta Vittoria nel XIX secolo